# Битва под Туркуэном
Битва под Туркуэном (фр. Bataille de Tourcoing) — битва между войсками революционной Франции под командованием генералов Жозефа Суама и Жана Виктора Моро с одной стороны и австро-английскими войсками под командованием герцога Кобургского и герцога Йоркского с другой. Битва произошла 17-18 мая 1794 года на севере Франции около города Туркуэн. Битва под Туркуэном была частью весенней 1794 года кампании войск революционной Франции. Битва закончилась победой французских войск.

## Расстановка сил
В 1794 году расположение войск в Нидерландах было таковым: 6 тысяч австрийцев под командованием генерала Меласа напротив города Трира, 20 тысяч австрийцев под командованием генерала Болье между Люксембургом и Триром, 14 тысяч австрийцев под командованием генерала Кауница у Монса для наблюдения за городами Филипвиль и Мобеж, и 25 тысяч англичан от Валансьенна до Ньюпорта, где находился герцог Йоркский. Командовал войсками общей численностью 70 тысяч человек герцог Кобургский.
Французы собрали двести тысяч человек и разделили их на две армии: Северную армию, под командованием генерала Пишегрю численностью 100—120 тысяч человек, и Арденнскую армию, под командованием генерала Шарбонье численностью 80—100 тысяч человек
В конце апреля генерал Жозеф Суам с 30 тысячным корпусом взял город Кортрейк, а генерал Моро с 20 тысячами человек город Менен. Принц Кобургский 16 мая с большей частью армии отступил в город Турне, а другая часть армии встала на реке Самбре.
Союзники, надеясь на превосходство своей армии в числе и организации, решили не только вытеснить французскую армию с занимаемых ею позиций и разбить её, но даже полностью уничтожить. Новый план действий, составленный генералом Маком, был назван Планом уничтожения республиканской армии (plan de destruction). Главная цель состояла в том, чтобы отрезать правый фланг армии противника от Лилля и от французской границы, прижать её тылом к морю и вынудить принять бой в опасном для неё положении. Так как силы союзников составляли две отдельные массы (корпус Клерфэ при Тильте и главная армия при Турне), то план наступления был согласован с их расположением. Клерфэ с 20 тысячами должен был направиться из Тильта через Ингельмюнстер, пройти в тылу неприятеля к реке Лис и, переправившись через неё в Вервике, напасть на тыл правого фланга французов. Главные силы предполагалось разделить на 5 колонн. Из них две средние должны были захватить Туркуэн и Ватерлос и таким образом отрезать французов от Лилля и границы, остальные колонны предназначались для содействия успеху средних.

## Ход сражения
17 мая. День первый.
Северная колонна Клерфэ, задержанная плохими дорогами, прибыла к реке Лис только 17 мая вечером, встретила в Вервике сопротивление и по причине медленного движения понтонного парка должна была провести ночь на левом берегу, между тем как по плану ей следовало находиться на правом.
Первая колонна Буше продвинулась к Мёскрёну, но была отброшена обратно к Дотильи.
Вторая колонна Отто своим авангардом заняла Туркуэн и Ватерлос.
Третья колонна герцога Йоркского удачно овладела Ланнуа, Рубэ и Мулем.
Четвёртая колонна Кински встретила при Бувине сильное сопротивление французской дивизии Бонно и не смогла перейти через реку Марк, но появление вблизи вечером пятой колонны эрцгерцога Карла позволило Кинскому занять Бувин и переправить часть войск на левый берег реки.
Пятая колонна эрцгерцога Карла встретила сильное сопротивление французов на берегу Марка, но перевес в силах позволил перейти через реку и занять на левом берегу Пон-а-Марк и Секлен.
Таким образом 17 мая вечером все планы союзников (за исключением переправы Клерфэ и неудачи первой колонны) были выполнены, и на следующий день герцог Кобургский был намерен нанести окончательное поражение французам.
18 мая. День второй.
На севере корпус Клерфэ на рассвете переправился через Лис и разделившись на две колонны пошёл на Бусбек и Лансель, но вскоре был встречен восьмитысячным отрядом Моро. Ожесточенные бои у этих пунктов продолжались до вечера, причём правое крыло французов было отброшено от Бусбека. Когда против правого фланга Клерфэ показалась свежая французская бригада из дивизии Бонно, шедшая от Лилля, он был вынужден отступить к реке Лис.
На главном направлении французы решили предупредить союзников в наступлении и утром 18 мая под командованием Суама двинулись двумя сильными колоннами (45 тысяч) на Туркуэн и Ватерлос, а фланговыми — на Муль, Рубэ и Ланнуа.
Оборонявшие Туркуэн и Ватерлос войска колонны Отто, несмотря на подкрепления, полученные от герцога Йоркского, после упорного сопротивления были отброшены и бежали к Леерсу, бросив всю свою артиллерию.
Войска герцога Йоркского храбро защищали Муль, Рубэ и Ланнуа, но были выбиты из двух последних и бежали, бросив свою артиллерию. Сам герцог едва не попал в плен. Только три английских батальона, оборонявшиеся в Муле под командованием генерала Аберкромби, после упорного боя успели отступить в порядке, что спасло вторую и третью колонны от полного поражения.
Колонны Кинского и эрцгерцога Карла, которые на рассвете должны были прибыть к Ланнуа и позволили бы спасти положение, появились только к трём часам дня около Шерона и, не видя возможности оказать поддержку разбитым союзникам, отступили.

## Последствия
Французы не воспользовались своей победой и позволили союзникам почти беспрепятственно отступить к Турне, где их войска расположились полукругом впереди города, с правым флангом, опирающимся на Шельду, центром — около Тамплёва, и левым флангом — впереди Ламена. Позиция союзников была усилена полевыми укреплениями.
На этой позиции через пять дней после Туркуэна, 23 мая 1794 года, австрийцы взяли реванш над французами, имея 45 тысяч войск против 50 тысяч французов. На этот раз французы потеряли порядка 6 тысяч человек, а австрийцы только 3 тысячи человек. Но 17 июня австрийцы были разбиты при Хугленде и отступили на север.